# Chiesa di San Giovanni Crisostomo (Leopoli)
La chiesa di San Giovanni Crisostomo (in ucraino Храм святого Іоана Золотоустого?) è una chiesa di Leopoli, in Ucraina, intitolata a Giovanni Crisostomo.

## Storia
Nel 1873 il convento delle suore francescane del Santissimo Sacramento di Gniezno fu soppresso dalle autorità prussiane e pertanto le monache si trasferirono a Leopoli, dove trovarono rifugio temporaneo in un orfanotrofio fondato da Julia Hallerova. Nel 1877 l'ordine ecclesiastico acquistò un appezzamento di terreno alle pendici di un'area collinare e qui vi costruì il suo nuovo convento anche con l'aiuto del benefattore conte Juzef Mjelžyns'kyj e dell'aristocrazia della Galizia e delle terre polacche, austriache e tedesche.

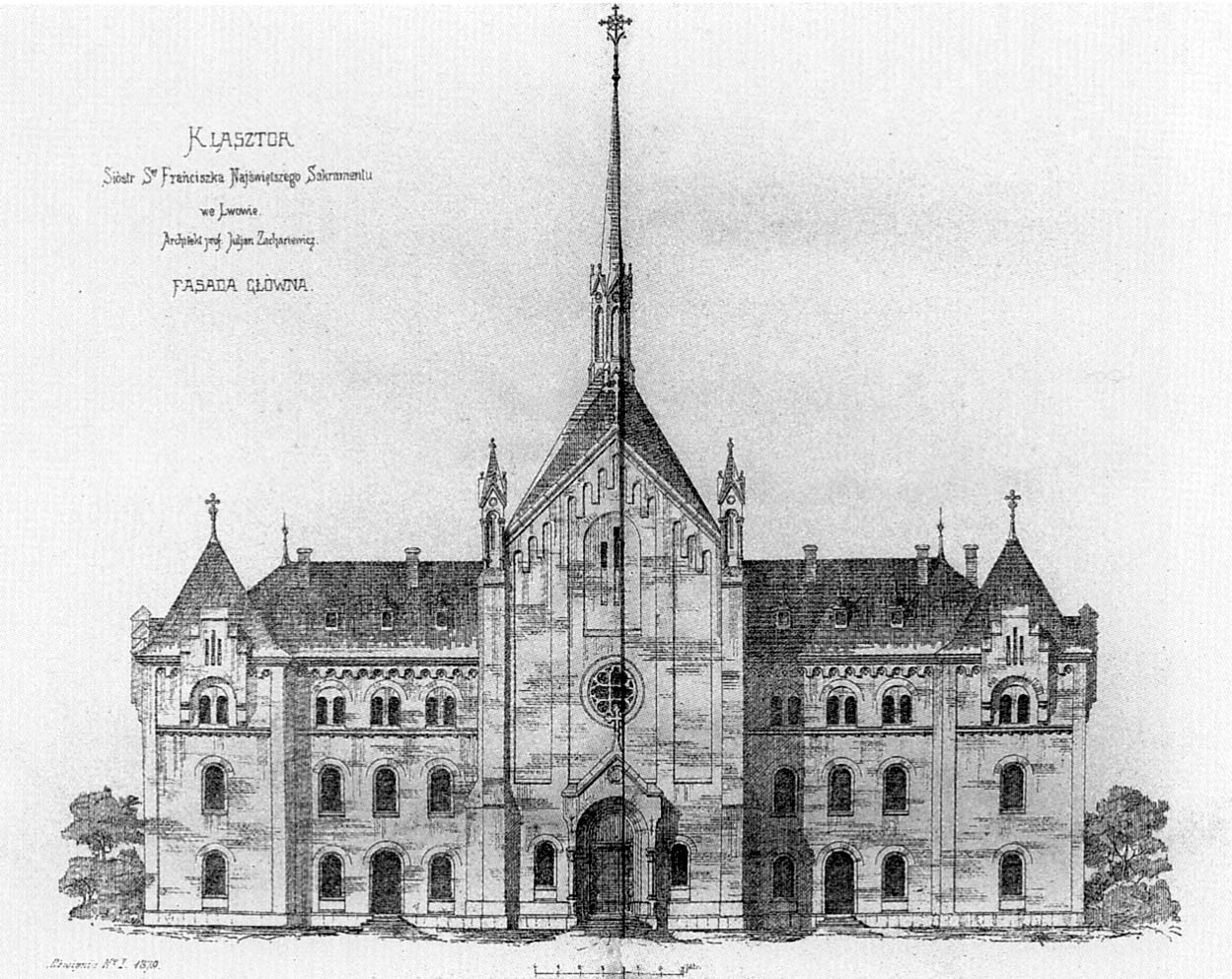
Il progetto del convento francescano dell'architetto Julian Zakharevich, 1877.

Il 13 settembre 1877 il nunzio apostolico a Vienna arcivescovo Ludovico Jacobini consacrò la prima pietra del nuovo edificio. La chiesa e il convento furono inizialmente progettati quello stesso anno dall'architetto Karl Gregor, ma i lavori non furono approvati dal magistrato su sollecitazione dell'architetto Julian Zachariewicz, che in quanto luterano, propose il proprio progetto gratuitamente e ne curò la realizzazione. All'impresa di Karl Gregor fu invece affidata l'esecuzione dei lavori di sterro e muratura. Le decorazioni in pietra furono progettate dallo scultore Leonard Marconi, mentre la realizzazione delle opere lignee fu affidata ai fratelli Wczelaków e Franciszek Tenerowicz e le opere di pittura furono eseguite sotto la supervisione di August Bogochwalski.
Nel 1880 fu completata la costruzione dell'ala occidentale e nel 1889 si ultimarono i lavori dell'ala orientale. La costruzione della chiesa fu terminata nel 1889, con l'altare maggiore in marmo locale e alabastro. Sulla parete orientale della navata è collocato un altare dedicato a San Giuseppe, mentre sulla parete opposta si trova l'altare intitolato alla Madre di Dio.
La consacrazione avvenne il 29 settembre 1889 e fu officiata dal nunzio apostolico Luigi Galimberti con dedicazione al Sacro Cuore di Gesù.
Nel 1889 fu realizzata l'ala settentrionale del convento e nel 1901 il complesso fu dotato di un sistema di approvvigionamento idrico e fognario. Nel 1927, a sinistra del monastero furono costruiti una foresteria e una cappellania, riadattando un edificio residenziale di fine Ottocento.
Nel 1946 le monache francescane ripartirono per la Polonia. Successivamente il convento ospitò un ospedale per invalidi della fronte orientale della seconda guerra mondiale e in seguito un ospedale dedicato alle malattie infettive. Nel 1991 l'intero complesso fu trasferito alla Chiesa ortodossa ucraina e in seguito vennero istituiti l'accademia teologica e il seminario di Leopoli. Nel 1992, dopo una ristrutturazione, la chiesa fu consacrata a San Giovanni Crisostomo.

## Architettura

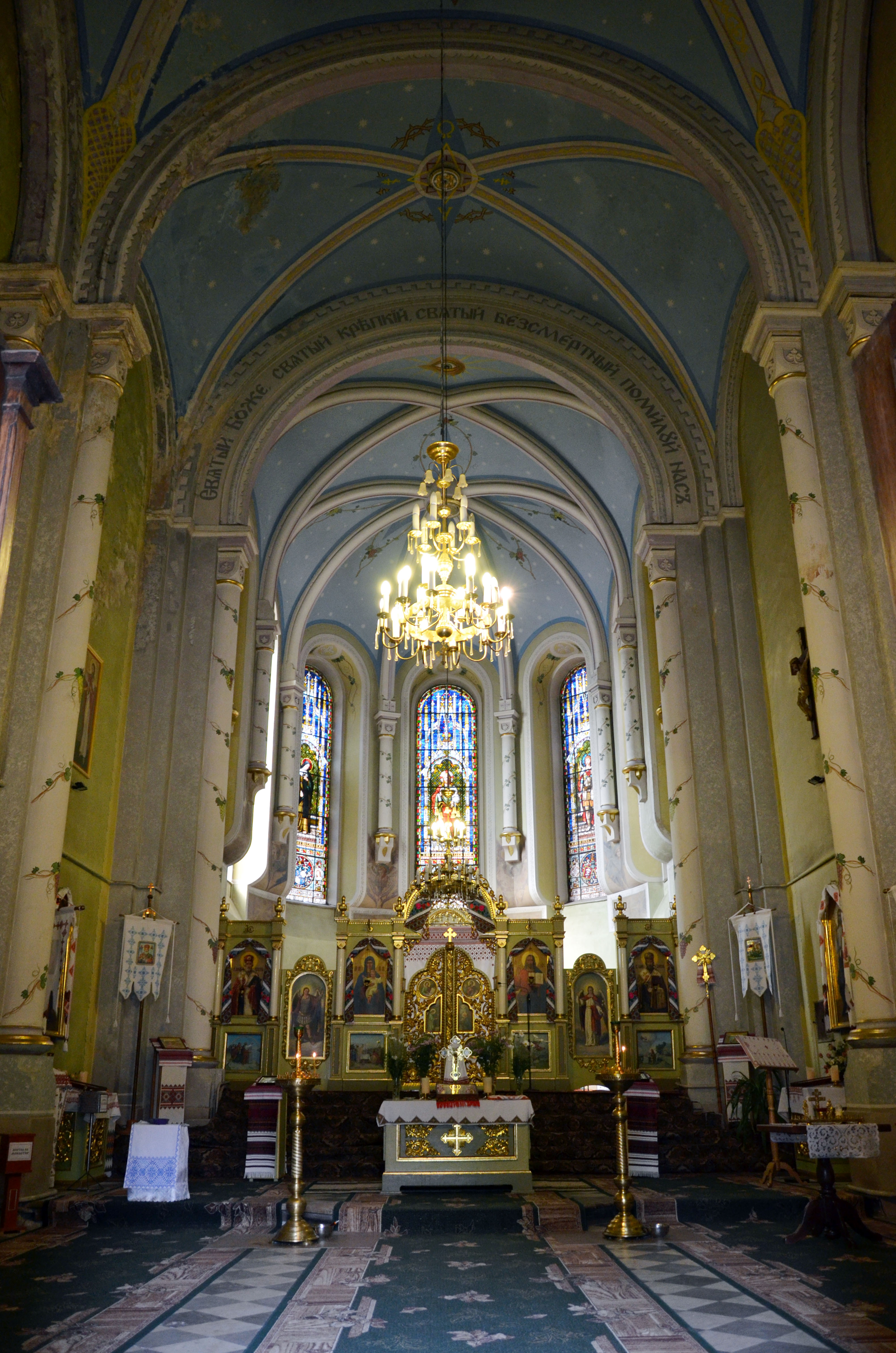
L'interno della chiesa.

La chiesa ha una pianta a tre navate con l'altare maggiore rivolto a nord. La facciata principale con l'ingresso è invece orientata a sud ed è scandita da quattro lesene collegate da una cornice ad archetti. Sopra l'ingresso è posto un rosone e la facciata principale è racchiusa da due contrafforti che terminano in eleganti pinnacoli. L'intero edificio è realizzato in mattoni rossi non intonacati.
Le decorazioni pittoriche interne furono distrutte durante l'era sovietica.